# Televen América
Televen América es un canal de televisión por suscripción estadounidense de origen venezolano, filial de la cadena Televen y se encuentra operado por Olympusat, a su vez propiedad de la Corporación Televen C.A. Fue lanzado al aire el 1 de diciembre de 2015.
Tiene su sede en los estudios del canal Televen ubicados en Caracas, y las oficinas de Televen América en Miami.
Tras la alianza estratégica con Vemox, corporación proveedora de televisión digital en línea con sede en Estados Unidos, con el canal Televen, se anunció la exportación de su programación en alta definición fuera de Venezuela.
El lanzamiento oficial de la señal internacional de Televen se produjo en el mes de diciembre del año 2015. La programación de Televen América incluye contenido original tal como telenovelas, series, programas de variedades y otros que serán producidos por la cadena en alta definición en Venezuela. La señal está disponible actualmente en las plataformas VEMOX, DirecTV y CenturyLink para el público hispano en los Estados Unidos.

## Programación
Su programación se basa en producciones originales de la cadena de televisión venezolana Televen, de la productora del Grupo 1BC, RCTV Producciones y RCTV Internacional Corporation.

### El Noticiero
El Noticiero Televen, nombre del espacio de noticias de la cadena Televen. Su lema es Nuestro deber es informar, opinar es su derecho.
En el año 1988, con el nacimiento de Televen surge bajo el nombre de Telediario. Sin embargo, sólo se transmitían avances del mismo. Al poco tiempo, al comenzar sus emisiones, se decidió adoptar el nombre de El Noticiero, el cual se conserva aún vigente.

### Exclusividades de transmisión
Premiaciones
- Premios Pepsi Music Venezuela
- Venezuela es mucho más